# Handbal la Jocurile Olimpice de vară din 1972
Competiția de handbal de la Jocurile Olimpice de vară din 1972 a fost a doua apariție a acestei discipline sportive la Jocurile Olimpice. Meciurile competiției s-au desfășurat în cinci săli din cinci orașe germane, între 30 august și 10 septembrie. Competiția, la care s-au calificat 16 echipe, s-a desfășurat numai la masculin și a fost prima întrecere de acest fel organizată în sală. Competiția a fost câștigată de RSF Iugoslavia.

## Sălile
Meciule s-au jucat în săli din Ulm, Göppingen, Böblingen, Augsburg și München.
- Olympiahalle, München (15.500 de locuri)
- Sporthalle, Augsburg (3.090 de locuri)
- Sporthalle, Böblingen (6.500 de locuri)
- Hohenstaufenhalle, Göppingen (5.600 de locuri)
- Donauhalle, Ulm (3.500 de locuri)

| München                      | Augsburg                    | Böblingen                   | Göppingen                   | Ulm                         |
| ---------------------------- | --------------------------- | --------------------------- | --------------------------- | --------------------------- |
| Olympiahalle                 | Sporthalle Augsburg         | Sporthalle Böblingen        | Hohenstaufenhalle Göppingen | Donauhalle Ulm              |
|                              |                             |                             |                             |                             |
| Capacitate: 15 500 de locuri | Capacitate: 3 090 de locuri | Capacitate: 6 500 de locuri | Capacitate: 5 600 de locuri | Capacitate: 3 500 de locuri |
| Inaugurată: 1972             | Inaugurată: 1965            | Inaugurată: 1966            | Inaugurată: 1967            | Inaugurată:                 |

## Arbitrii
Pentru conducerea partidelor au fost selectate 12 perechi de arbitri:
| Arbitri    | Arbitri                         |
| ---------- | ------------------------------- |
| RF Germană | Otto Falk Hans Rossmanith       |
| YUG        | Milan Valčić Vlado Simanović    |
| Ungaria    | László Márki László Keszthelyi  |
| RF Germană | Edgar Reichel Wilfried Tetens   |
| România    | Vasile Sidea Pandele Cârligeanu |
| Norvegia   | Kai Huseby Knut Nilson          |

| Arbitri    | Arbitri                             |
| ---------- | ----------------------------------- |
| RD Germană | Hans Joachim Siebert Heinz Singer   |
| Danemarca  | Poul Ovdal Jack Falk Rodil          |
| Suedia     | Thorlid Janerstam Lennart Larsson   |
| Elveția    | Hansjakob Bertschinger Curt Gabriel |
| Finlanda   | Unto Repo Heikki Tuominen           |
| Suedia     | Hans Carlsson Leif Olsson           |

## Echipele calificate
| Țara          | Motivul calificării                  | Participări anterioare1, 2 |
| ------------- | ------------------------------------ | -------------------------- |
| RF Germană    | Țară gazdă                           | 1 (1936)                   |
| România       | Locul 1 la CM 1970                   | 1 (1936)                   |
| RD Germană    | Locul 2 la CM 1970                   | 0                          |
| Iugoslavia    | Locul 3 la CM 1970                   | 0                          |
| Danemarca     | Locul 4 la CM 1970                   | 0                          |
| Suedia        | Locul 6 la CM 1970                   | 0                          |
| Cehoslovacia  | Locul 7 la CM 1970                   | 0                          |
| Ungaria       | Locul 8 la CM 1970                   | 1 (1936)                   |
| URSS          | Baraj european de calificare 1972    | 0                          |
| Norvegia      | Baraj european de calificare 1972    | 0                          |
| Islanda       | Baraj european de calificare 1972    | 0                          |
| Polonia       | Baraj european de calificare 1972    | 0                          |
| Spania        | Baraj european de calificare 1972    | 0                          |
| Tunisia       | Baraj african de calificare 1972     | 0                          |
| Statele Unite | Baraj panamerican de calificare 1972 | 1 (1936)                   |
| Japonia       | Baraj asiatic de calificare 1972     | 0                          |

1 Bold indică echipa campioană din acel an;
2 Italic indică echipa gazdă din acel an;

## Grupele preliminare
Cele 16 echipe au fost distribuite în patru grupe preliminare de câte patru echipe și au jucat fiecare trei meciuri, câte unul împotriva fiecăreia dintre cele trei oponente din grupă.
|  | Echipele calificate în grupele principale      |
|  | Echipele care au concurat pentru locurile 9-16 |

### Grupa A
| Echipa            | M | V | E | Î | GM | GP | G  | Pct |
| ----------------- | - | - | - | - | -- | -- | -- | --- |
| Suedia            | 3 | 1 | 2 | 0 | 40 | 34 | +6 | 4   |
| Uniunea Sovietică | 3 | 1 | 2 | 0 | 40 | 34 | +6 | 4   |
| Polonia           | 3 | 1 | 1 | 1 | 35 | 38 | −3 | 3   |
| Danemarca         | 3 | 0 | 1 | 2 | 30 | 39 | −9 | 1   |

| 30 august 1972 19:00 | Danemarca   | 12 - 12 | Uniunea Sovietică | Donauhalle, Ulm Arbitri: Falk, Rosmanith |
| 30 august 1972 19:00 | Vodsgaard 4 | (7-6)   | Gasîi 6           | Donauhalle, Ulm Arbitri: Falk, Rosmanith |
| 30 august 1972 19:00 | Cronică     |         |                   | Donauhalle, Ulm Arbitri: Falk, Rosmanith |

| 30 august 1972 20:15 | Suedia     | 13 - 13 | Polonia | Donauhalle, Ulm Arbitri: Simanović, Valčić |
| 30 august 1972 20:15 | Eriksson 7 | (5-7)   | Dybol 6 | Donauhalle, Ulm Arbitri: Simanović, Valčić |
| 30 august 1972 20:15 | Cronică    |         |         | Donauhalle, Ulm Arbitri: Simanović, Valčić |

| 1 septembrie 1972 19:00 | Danemarca | 8 - 11 | Polonia  | Hohenstaufenhalle, Göppingen Arbitri: Keszthelyi, Márki |
| 1 septembrie 1972 19:00 | Hansen 4  | (4-6)  | Melcer 5 | Hohenstaufenhalle, Göppingen Arbitri: Keszthelyi, Márki |
| 1 septembrie 1972 19:00 | Cronică   |        |          | Hohenstaufenhalle, Göppingen Arbitri: Keszthelyi, Márki |

| 1 septembrie 1972 20:15 | Suedia     | 11 - 11 | Uniunea Sovietică | Hohenstaufenhalle, Göppingen Arbitri: Reichel, Tetens |
| 1 septembrie 1972 20:15 | Eriksson 4 | (4-3)   | Usatîi 4          | Hohenstaufenhalle, Göppingen Arbitri: Reichel, Tetens |
| 1 septembrie 1972 20:15 | Cronică    |         |                   | Hohenstaufenhalle, Göppingen Arbitri: Reichel, Tetens |

| 3 septembrie 1972 19:00 | Danemarca          | 10 - 16 | Suedia                | Sporthalle, Böblingen Arbitri: Cîrligeanu, Sidea |
| 3 septembrie 1972 19:00 | Andersen, Hansen 4 | (4-8)   | Andersson, Eriksson 4 | Sporthalle, Böblingen Arbitri: Cîrligeanu, Sidea |
| 3 septembrie 1972 19:00 | Cronică            |         |                       | Sporthalle, Böblingen Arbitri: Cîrligeanu, Sidea |

| 3 septembrie 1972 20:15 | Uniunea Sovietică | 17 - 11 | Polonia  | Sporthalle, Böblingen Arbitri: Huseby, Nilson |
| 3 septembrie 1972 20:15 | Ilin 5            | (9-4)   | Melcer 4 | Sporthalle, Böblingen Arbitri: Huseby, Nilson |
| 3 septembrie 1972 20:15 | Cronică           |         |          | Sporthalle, Böblingen Arbitri: Huseby, Nilson |

### Grupa B
| Echipa       | M | V | E | Î | GM | GP | G   | Pct |
| ------------ | - | - | - | - | -- | -- | --- | --- |
| RD Germană   | 3 | 3 | 0 | 0 | 51 | 32 | +19 | 6   |
| Cehoslovacia | 3 | 1 | 1 | 1 | 56 | 40 | +16 | 3   |
| Islanda      | 3 | 1 | 1 | 1 | 57 | 51 | +6  | 3   |
| Tunisia      | 3 | 0 | 0 | 3 | 32 | 73 | −41 | 0   |

| 30 august 1972 19:00 | RD Germană | 16 - 11 | Islanda          | Sporthalle, Augsburg Arbitri: Cîrligeanu, Sidea |
| 30 august 1972 19:00 | Randt 5    | (7-6)   | patru jucători 2 | Sporthalle, Augsburg Arbitri: Cîrligeanu, Sidea |
| 30 august 1972 19:00 | Cronică    |         |                  | Sporthalle, Augsburg Arbitri: Cîrligeanu, Sidea |

| 30 august 1972 20:15 | Cehoslovacia | 25 - 7 | Tunisia    | Sporthalle, Augsburg Arbitri: Reichel, Tetens |
| 30 august 1972 20:15 | Beneš 8      | (10-3) | Khalladi 2 | Sporthalle, Augsburg Arbitri: Reichel, Tetens |
| 30 august 1972 20:15 | Cronică      |        |            | Sporthalle, Augsburg Arbitri: Reichel, Tetens |

| 1 septembrie 1972 19:00 | RD Germană              | 21 - 9 | Tunisia             | Donauhalle, Ulm Arbitri: Huseby, Nilson |
| 1 septembrie 1972 19:00 | Ganschow, Lakenmacher 5 | (11-2) | Hamrouni, Sebabti 2 | Donauhalle, Ulm Arbitri: Huseby, Nilson |
| 1 septembrie 1972 19:00 | Cronică                 |        |                     | Donauhalle, Ulm Arbitri: Huseby, Nilson |

| 1 septembrie 1972 20:15 | Cehoslovacia | 19 - 19 | Islanda        | Donauhalle, Ulm Arbitri: Falk, Rosmanith |
| 1 septembrie 1972 20:15 | Konečný 6    | (8-10)  | Björgvinsson 5 | Donauhalle, Ulm Arbitri: Falk, Rosmanith |
| 1 septembrie 1972 20:15 | Cronică      |         |                | Donauhalle, Ulm Arbitri: Falk, Rosmanith |

| 3 septembrie 1972 19:00 | RD Germană | 14 - 12 | Cehoslovacia | Hohenstaufenhalle, Göppingen Arbitri: Simanović, Valčić |
| 3 septembrie 1972 19:00 | Ganschow 4 | (5-4)   | Konečný 7    | Hohenstaufenhalle, Göppingen Arbitri: Simanović, Valčić |
| 3 septembrie 1972 19:00 | Cronică    |         |              | Hohenstaufenhalle, Göppingen Arbitri: Simanović, Valčić |

| 3 septembrie 1972 20:15 | Islanda     | 27 - 16 | Tunisia         | Hohenstaufenhalle, Göppingen Arbitri: Keszthelyi, Márki |
| 3 septembrie 1972 20:15 | Magnússon 7 | (14-7)  | Klai, Sebabti 3 | Hohenstaufenhalle, Göppingen Arbitri: Keszthelyi, Márki |
| 3 septembrie 1972 20:15 | Cronică     |         |                 | Hohenstaufenhalle, Göppingen Arbitri: Keszthelyi, Márki |

### Grupa C
| Echipa     | M | V | E | Î | GM | GP | G  | Pct |
| ---------- | - | - | - | - | -- | -- | -- | --- |
| România    | 3 | 3 | 0 | 0 | 46 | 37 | +9 | 6   |
| RF Germană | 3 | 1 | 1 | 1 | 39 | 38 | +1 | 3   |
| Norvegia   | 3 | 1 | 1 | 1 | 48 | 50 | −2 | 3   |
| Spania     | 3 | 0 | 0 | 3 | 39 | 47 | −8 | 0   |

| 30 august 1972 19:00 | România          | 18 - 14 | Norvegia | Sporthalle, Böblingen Asistență: 5.000 Arbitri: Siebert, Singer |
| 30 august 1972 19:00 | Gruia, Gunesch 6 | (11-10) | Hansen 4 | Sporthalle, Böblingen Asistență: 5.000 Arbitri: Siebert, Singer |
| 30 august 1972 19:00 | Cronică          |         |          | Sporthalle, Böblingen Asistență: 5.000 Arbitri: Siebert, Singer |

| 30 august 1972 20:15 | RF Germană       | 13 - 10 | Spania   | Sporthalle, Böblingen Arbitri: Ovdal, Rodil |
| 30 august 1972 20:15 | Lange, Lübking 3 | (7-5)   | Andrés 4 | Sporthalle, Böblingen Arbitri: Ovdal, Rodil |
| 30 august 1972 20:15 | Cronică          |         |          | Sporthalle, Böblingen Arbitri: Ovdal, Rodil |

| 1 septembrie 1972 19:00 | România          | 15 - 12 | Spania   | Sporthalle, Augsburg Arbitri: Janerstam, Larsson |
| 1 septembrie 1972 19:00 | Gruia, Tudosie 3 | (6-4)   | Andrés 5 | Sporthalle, Augsburg Arbitri: Janerstam, Larsson |
| 1 septembrie 1972 19:00 | Cronică          |         |          | Sporthalle, Augsburg Arbitri: Janerstam, Larsson |

| 1 septembrie 1972 20:15 | RF Germană | 15 - 15 | Norvegia     | Sporthalle, Augsburg Arbitri: Bertschinger, Gabriel |
| 1 septembrie 1972 20:15 | Bucher 7   | (7-8)   | Reinertsen 4 | Sporthalle, Augsburg Arbitri: Bertschinger, Gabriel |
| 1 septembrie 1972 20:15 | Cronică    |         |              | Sporthalle, Augsburg Arbitri: Bertschinger, Gabriel |

| 3 septembrie 1972 19:00 | România | 13 - 11 | RF Germană         | Olympiahalle, München Asistență: 10.000 Arbitri: Carlsson, Olsson |
| 3 septembrie 1972 19:00 | Gruia 7 | (5-5)   | Bucher, Westebbe 3 | Olympiahalle, München Asistență: 10.000 Arbitri: Carlsson, Olsson |
| 3 septembrie 1972 19:00 | Cronică |         |                    | Olympiahalle, München Asistență: 10.000 Arbitri: Carlsson, Olsson |

| 3 septembrie 1972 20:15 | Norvegia     | 19 - 17 | Spania  | Olympiahalle, München Arbitri: Siebert, Singer |
| 3 septembrie 1972 20:15 | Reinertsen 5 | (10-4)  | Taure 6 | Olympiahalle, München Arbitri: Siebert, Singer |
| 3 septembrie 1972 20:15 | Cronică      |         |         | Olympiahalle, München Arbitri: Siebert, Singer |

### Grupa D
| Echipa        | M | V | E | Î | GM | GP | G   | Pct |
| ------------- | - | - | - | - | -- | -- | --- | --- |
| Iugoslavia    | 3 | 3 | 0 | 0 | 63 | 45 | +18 | 6   |
| Ungaria       | 3 | 2 | 0 | 1 | 64 | 45 | +19 | 4   |
| Japonia       | 3 | 1 | 0 | 2 | 45 | 56 | −11 | 2   |
| Statele Unite | 3 | 0 | 0 | 3 | 46 | 73 | −27 | 0   |

| 30 august 1972 19:00 | Iugoslavia | 20 - 14 | Japonia | Hohenstaufenhalle, Göppingen Arbitri: Janerstam, Larsson |
| 30 august 1972 19:00 | Lavrnić 5  | (11-7)  | Noda 4  | Hohenstaufenhalle, Göppingen Arbitri: Janerstam, Larsson |
| 30 august 1972 19:00 | Cronică    |         |         | Hohenstaufenhalle, Göppingen Arbitri: Janerstam, Larsson |

| 30 august 1972 20:15 | Ungaria  | 28 - 15 | Statele Unite         | Hohenstaufenhalle, Göppingen Arbitri: Repo, Tuominen |
| 30 august 1972 20:15 | Varga 13 | (16-8)  | Rogers, Schlesinger 4 | Hohenstaufenhalle, Göppingen Arbitri: Repo, Tuominen |
| 30 august 1972 20:15 | Cronică  |         |                       | Hohenstaufenhalle, Göppingen Arbitri: Repo, Tuominen |

| 1 septembrie 1972 19:00 | Iugoslavia         | 25 - 15 | Statele Unite | Sporthalle, Böblingen Arbitri: Siebert, Singer |
| 1 septembrie 1972 19:00 | Horvat, Pribanić 7 | (11-9)  | Abrahamson 6  | Sporthalle, Böblingen Arbitri: Siebert, Singer |
| 1 septembrie 1972 19:00 | Cronică            |         |               | Sporthalle, Böblingen Arbitri: Siebert, Singer |

| 1 septembrie 1972 20:15 | Ungaria | 20 - 12 | Japonia           | Sporthalle, Böblingen Arbitri: Carlsson, Olsson |
| 1 septembrie 1972 20:15 | Varga 6 | (10-7)  | Chikamori, Kino 3 | Sporthalle, Böblingen Arbitri: Carlsson, Olsson |
| 1 septembrie 1972 20:15 | Cronică |         |                   | Sporthalle, Böblingen Arbitri: Carlsson, Olsson |

| 3 septembrie 1972 19:00 | Iugoslavia | 18 - 16 | Ungaria | Sporthalle, Augsburg Arbitri: Ovdal, Rodil |
| 3 septembrie 1972 19:00 | Lavrnić 8  | (9-8)   | Varga 5 | Sporthalle, Augsburg Arbitri: Ovdal, Rodil |
| 3 septembrie 1972 19:00 | Cronică    |         |         | Sporthalle, Augsburg Arbitri: Ovdal, Rodil |

| 3 septembrie 1972 20:15 | Japonia | 20 - 16 | Statele Unite        | Sporthalle, Augsburg Arbitri: Bertschinger, Curt |
| 3 septembrie 1972 20:15 | Iida 7  | (9-9)   | Abrahamson, Rogers 4 | Sporthalle, Augsburg Arbitri: Bertschinger, Curt |
| 3 septembrie 1972 20:15 | Cronică |         |                      | Sporthalle, Augsburg Arbitri: Bertschinger, Curt |

## Grupele principale
Echipele clasate pe primele două locuri în grupele preliminare au avansat în grupele principale. Echipele din aceeași grupă preliminară au acces în grupa principală păstrându-și doar punctele și golaverajul din meciurile directe. În grupa principală ele nu au mai jucat un meci una împotriva celeilalte, ci doar două meciuri împotriva echipelor venite din cealaltă grupă preliminară. 
Pentru constituirea grupelor principale, grupa preliminară A a fost împerecheată cu grupa B, iar grupa C cu grupa D.
|  | Echipele calificate în finală      |
|  | Echipele calificate în finala mică |

### Grupa I
| Echipa            | M | V | E | Î | GM | GP | G  | Pct |
| ----------------- | - | - | - | - | -- | -- | -- | --- |
| Cehoslovacia      | 3 | 2 | 0 | 1 | 42 | 38 | +4 | 4   |
| RD Germană        | 3 | 2 | 0 | 1 | 36 | 34 | +2 | 4   |
| Uniunea Sovietică | 3 | 1 | 1 | 1 | 34 | 34 | 0  | 3   |
| Suedia            | 3 | 0 | 1 | 2 | 34 | 40 | −6 | 1   |

| 5 septembrie 1972 15:30 | Suedia     | 12 - 15 | Cehoslovacia       | Olympiahalle, München Arbitri: Falk, Rosmanith |
| 5 septembrie 1972 15:30 | Eriksson 5 | (6-7)   | Konečný, Satrapa 3 | Olympiahalle, München Arbitri: Falk, Rosmanith |
| 5 septembrie 1972 15:30 | Cronică    |         |                    | Olympiahalle, München Arbitri: Falk, Rosmanith |

| 6 septembrie 1972 20:00 | Uniunea Sovietică | 11 - 8 | RD Germană       | Olympiahalle, München Arbitri: Simanović, Valčić |
| 6 septembrie 1972 20:00 | Klimov, Panov 3   | (4-4)  | patru jucători 2 | Olympiahalle, München Arbitri: Simanović, Valčić |
| 6 septembrie 1972 20:00 | Cronică           |        |                  | Olympiahalle, München Arbitri: Simanović, Valčić |

| 8 septembrie 1972 15:30 | Suedia     | 11 - 14 | RD Germană | Olympiahalle, München Arbitri: Cîrligeanu, Sidea |
| 8 septembrie 1972 15:30 | Eriksson 4 | (6-8)   | Ganschow 6 | Olympiahalle, München Arbitri: Cîrligeanu, Sidea |
| 8 septembrie 1972 15:30 | Cronică    |         |            | Olympiahalle, München Arbitri: Cîrligeanu, Sidea |

| 8 septembrie 1972 20:00 | Uniunea Sovietică | 12 - 15 | Cehoslovacia | Olympiahalle, München Arbitri: Keszthelyi, Márki |
| 8 septembrie 1972 20:00 | Kulev 4           | (7-7)   | Konečný 4    | Olympiahalle, München Arbitri: Keszthelyi, Márki |
| 8 septembrie 1972 20:00 | Cronică           |         |              | Olympiahalle, München Arbitri: Keszthelyi, Márki |

### Grupa a II-a
| Echipa     | M | V | E | Î | GM | GP | G   | Pct |
| ---------- | - | - | - | - | -- | -- | --- | --- |
| Iugoslavia | 3 | 3 | 0 | 0 | 56 | 44 | +12 | 6   |
| România    | 3 | 2 | 0 | 1 | 46 | 39 | +7  | 4   |
| RF Germană | 3 | 1 | 0 | 2 | 43 | 51 | −8  | 2   |
| Ungaria    | 3 | 0 | 0 | 3 | 44 | 55 | −11 | 0   |

| 6 septembrie 1972 18:30 | România | 20 - 14 | Ungaria | Olympiahalle, München Asistență: 5.000 Arbitri: Siebert, Singer |
| 6 septembrie 1972 18:30 | Gruia 8 | (11-6)  | Varga 4 | Olympiahalle, München Asistență: 5.000 Arbitri: Siebert, Singer |
| 6 septembrie 1972 18:30 | Cronică |         |         | Olympiahalle, München Asistență: 5.000 Arbitri: Siebert, Singer |

| 6 septembrie 1972 20:00 | RF Germană       | 15 - 24 | Iugoslavia           | Olympiahalle, München Arbitri: Ovdal, Rodil |
| 6 septembrie 1972 20:00 | Bucher, Karrer 4 | (7-14)  | Lavrnić, Lazarević 6 | Olympiahalle, München Arbitri: Ovdal, Rodil |
| 6 septembrie 1972 20:00 | Cronică          |         |                      | Olympiahalle, München Arbitri: Ovdal, Rodil |

| 8 septembrie 1972 18:15 | România | 13 - 14 | Iugoslavia  | Olympiahalle, München Asistență: 9.000 Arbitri: Carlsson, Olsson |
| 8 septembrie 1972 18:15 | Gruia 8 | (4-5)   | Lazarević 6 | Olympiahalle, München Asistență: 9.000 Arbitri: Carlsson, Olsson |
| 8 septembrie 1972 18:15 | Cronică |         |             | Olympiahalle, München Asistență: 9.000 Arbitri: Carlsson, Olsson |

| 8 septembrie 1972 20:00 | RF Germană | 17 - 14 | Ungaria         | Olympiahalle, München Arbitri: Janerstam, Larsson |
| 8 septembrie 1972 20:00 | Möller 6   | (8-6)   | Stiller, Vass 3 | Olympiahalle, München Arbitri: Janerstam, Larsson |
| 8 septembrie 1972 20:00 | Cronică    |         |                 | Olympiahalle, München Arbitri: Janerstam, Larsson |

## Meciurile de plasament

### Meciurile pentru locurile 13-16
Partidele s-au disputat între echipele clasate pe locurile IV în cele patru grupe preliminare.
| 7 septembrie 1972 20:00 | Danemarca | 29 - 21 | Tunisia   | Olympiahalle, München Arbitri: Huseby, Nilson |
| 7 septembrie 1972 20:00 | Hansen 8  | (11-9)  | Sebabti 8 | Olympiahalle, München Arbitri: Huseby, Nilson |
| 7 septembrie 1972 20:00 | Cronică   |         |           | Olympiahalle, München Arbitri: Huseby, Nilson |

| 7 septembrie 1972 20:00 | Spania   | 20 - 22 | Statele Unite | Olympiahalle, München Arbitri: Bertschinger, Gabriel |
| 7 septembrie 1972 20:00 | Morera 7 | (11-8)  | Abrahamson 7  | Olympiahalle, München Arbitri: Bertschinger, Gabriel |
| 7 septembrie 1972 20:00 | Cronică  |         |               | Olympiahalle, München Arbitri: Bertschinger, Gabriel |

| 9 septembrie 1972 15:30 | Danemarca | 19 - 18 | Statele Unite        | Olympiahalle, München Arbitri: Keszthelyi, Márki |
| 9 septembrie 1972 15:30 | Hansen 8  | (12-6)  | Abrahamson, Rogers 5 | Olympiahalle, München Arbitri: Keszthelyi, Márki |
| 9 septembrie 1972 15:30 | Cronică   |         |                      | Olympiahalle, München Arbitri: Keszthelyi, Márki |

| 9 septembrie 1972 20:00 | Tunisia   | 20 - 23 | Spania   | Olympiahalle, München Arbitri: Falk, Rosmanith |
| 9 septembrie 1972 20:00 | Sebabti 9 | (10-11) | Rochel 9 | Olympiahalle, München Arbitri: Falk, Rosmanith |
| 9 septembrie 1972 20:00 | Cronică   |         |          | Olympiahalle, München Arbitri: Falk, Rosmanith |

### Meciurile pentru locurile 9-12
Partidele s-au disputat între echipele clasate pe locurile III în cele patru grupe preliminare.
| 7 septembrie 1972 15:30 | Polonia   | 20 - 17 | Islanda     | Olympiahalle, München Arbitri: Reichel, Tetens |
| 7 septembrie 1972 15:30 | Antczak 5 | (10-7)  | Magnusson 6 | Olympiahalle, München Arbitri: Reichel, Tetens |
| 7 septembrie 1972 15:30 | Cronică   |         |             | Olympiahalle, München Arbitri: Reichel, Tetens |

| 7 septembrie 1972 15:30 | Norvegia | 19 - 17 | Japonia   | Olympiahalle, München Arbitri: Falk, Rosmanith |
| 7 septembrie 1972 15:30 | Hansen 5 | (8-9)   | Arinaga 5 | Olympiahalle, München Arbitri: Falk, Rosmanith |
| 7 septembrie 1972 15:30 | Cronică  |         |           | Olympiahalle, München Arbitri: Falk, Rosmanith |

| 9 septembrie 1972 15:30 | Islanda         | 18 - 19 | Japonia                    | Olympiahalle, München Arbitri: Cîrligeanu, Sidea |
| 9 septembrie 1972 15:30 | Hallsteinsson 7 | (12-11) | Arinaga, Chikamori, Iida 4 | Olympiahalle, München Arbitri: Cîrligeanu, Sidea |
| 9 septembrie 1972 15:30 | Cronică         |         |                            | Olympiahalle, München Arbitri: Cîrligeanu, Sidea |

| 9 septembrie 1972 20:00 | Polonia  | 20 - 23 | Norvegia  | Olympiahalle, München Arbitri: Reichel, Tetens |
| 9 septembrie 1972 20:00 | Melcer 6 | (10-10) | Hansen 10 | Olympiahalle, München Arbitri: Reichel, Tetens |
| 9 septembrie 1972 20:00 | Cronică  |         |           | Olympiahalle, München Arbitri: Reichel, Tetens |

### Meciul pentru locurile 7-8
Partida s-a disputat între echipele clasate pe locurile IV în cele două grupe principale.
| 10 septembrie 1972 10:00 | Suedia    | 19 - 18 | Ungaria | Olympiahalle, München Arbitri: Singer, Siebert |
| 10 septembrie 1972 10:00 | Persson 5 | (11-8)  | Vass 6  | Olympiahalle, München Arbitri: Singer, Siebert |
| 10 septembrie 1972 10:00 | Cronică   |         |         | Olympiahalle, München Arbitri: Singer, Siebert |

### Meciul pentru locurile 5-6
Partida s-a disputat între echipele clasate pe locurile III în cele două grupe principale.
| 10 septembrie 1972 21:00 | Uniunea Sovietică | 17 - 16 | RF Germană        | Olympiahalle, München Arbitri: Simanović, Valčić |
| 10 septembrie 1972 21:00 | Panov, Usatîi 4   | (10-9)  | Möller, Wehnert 5 | Olympiahalle, München Arbitri: Simanović, Valčić |
| 10 septembrie 1972 21:00 | Cronică           |         |                   | Olympiahalle, München Arbitri: Simanović, Valčić |

### Meciul pentru locurile 3-4
Partida s-a disputat între echipele clasate pe locurile II în cele două grupe principale.
| 10 septembrie 1972 10:00 | RD Germană | 16 - 19 | România          | Olympiahalle, München Asistență: 11.000 Arbitri: Carlsson, Olsson |
| 10 septembrie 1972 10:00 | Böhme 4    | (8-11)  | Gruia, Gunesch 5 | Olympiahalle, München Asistență: 11.000 Arbitri: Carlsson, Olsson |
| 10 septembrie 1972 10:00 | Cronică    |         |                  | Olympiahalle, München Asistență: 11.000 Arbitri: Carlsson, Olsson |

### Finala
Partida s-a disputat între echipele clasate pe primele locuri în cele două grupe principale.
| 10 septembrie 1972 21:00 | Iugoslavia  | 21 - 16 | Cehoslovacia | Olympiahalle, München Arbitri: Ovdal, Rodil |
| 10 septembrie 1972 21:00 | Lazarević 6 | (12-5)  | Jarý 6       | Olympiahalle, München Arbitri: Ovdal, Rodil |
| 10 septembrie 1972 21:00 | Cronică     |         |              | Olympiahalle, München Arbitri: Ovdal, Rodil |

### Clasamentul marcatorilor
| Poz. | Nume                   | Meciuri | Goluri |
| ---- | ---------------------- | ------- | ------ |
| 1    | Gheorghe Gruia         | 6       | 37     |
| 2    | István Varga           | 6       | 32     |
| 3    | Đorđe Lavrnić          | 6       | 28     |
| 4    | Milan Lazarević        | 6       | 27     |
| 4    | Flemming Hansen        | 5       | 27     |
| 6    | Lennart Eriksson       | 6       | 25     |
| 7    | Richard Abrahamson     | 5       | 24     |
| 7    | Mohamed Faouzi Sebabti | 5       | 24     |
| 9    | Jaroslav Konečný       | 6       | 22     |
| 9    | Torstein Hansen        | 5       | 22     |

## Clasamentul final
Conform regulamentului, echipele clasate pe primele șase locuri se calificau direct la Campionatul Mondial din 1974. Totuși, deoarece echipele Republicii Democrate Germane și României erau deja calificate, prima în calitate de țară gazdă, a doua în calitate de campioană mondială en-titre, au fost selectate să participe direct la Campionatul Mondial din 1974 echipele clasate pe locurile 1-2, respectiv 5-8.
| Medalie de aur    | Iugoslavia        | calificate la CM din 1978 |
| Medalie de argint | Cehoslovacia      | calificate la CM din 1978 |
| Medalie de bronz  | România           |                           |
| 4                 | RD Germană        |                           |
| 5                 | Uniunea Sovietică | calificate la CM din 1978 |
| 6                 | RF Germană        | calificate la CM din 1978 |
| 7                 | Suedia            | calificate la CM din 1978 |
| 8                 | Ungaria           | calificate la CM din 1978 |
| 9                 | Norvegia          |                           |
| 10                | Polonia           |                           |
| 11                | Japonia           |                           |
| 12                | Islanda           |                           |
| 13                | Danemarca         |                           |
| 14                | Statele Unite     |                           |
| 15                | Spania            |                           |
| 16                | Tunisia           |                           |